# Taigaknobbeldaas
De taigaknobbeldaas (Hybomitra arpadi) is een vliegensoort uit de familie van de dazen (Tabanidae). De wetenschappelijke naam van de soort is voor het eerst geldig gepubliceerd in 1923 door Szilady.